# United Caribbean Trans Network
A United Caribbean Trans Network (UCTRANS) é a primeira rede regional de transgêneros no Caribe. Trabalha com e em nome da comunidade transgénero em toda a região para defender os seus direitos, protecção e cuidados de saúde. Também oferece apoio e orientação aos movimentos locais.
UCTRANS e OutRight conduziram um estudo holístico intitulado Over-policed, Under Protected em 2020, publicado no final de março de 2021. Ele identificou os problemas enfrentados por pessoas trans e com diversidade de gênero no Caribe usando feedback coletado em pesquisas, grupos focais e entrevistas em 11 países.

## Origens e liderança
A United Caribbean Trans Network foi formada em fevereiro de 2018. Foi lançada oficialmente em abril de 2019 com o apoio de organizações LGBT+ no Caribe e no exterior, como GiveOut, COC Nederland e OutRight Action International.
Em seu site, a UCTRANS prevê um "Caribe onde as pessoas trans estejam livres de estigma e discriminação, possam desfrutar de estruturas políticas de apoio baseadas nos direitos humanos, leis de reconhecimento de identidade de gênero, bem como cuidados de saúde progressivos e eficientes focados nos transgêneros". A rede conta com um conselho de administração e uma equipe de secretariado.